# Die Geschichte der Einsamkeit
Die Geschichte der Einsamkeit (A History of Loneliness) ist ein Roman von John Boyne, der 2014 in der englischen Originalsprache, 2015 in Deutsch und Niederländisch und 2016 in weiteren Sprachen erschien. Er handelt vom Lebensweg eines irisch-katholischen Priesters vor dem Hintergrund einer tiefen Krise seiner Kirche, die infolge weitverbreiteten sexuellen Kindesmissbrauchs durch Geistliche seit 1990 das Land erschütterte.

## Inhalt
Father Odran Yates schildert sein Leben, von der Kindheit bis gegen Ende seines 6. Lebensjahrzehnts, die Jahre 1964 bis 2012. Das für ihn wichtigste Ereignis ist ein radikaler Umschwung der öffentlichen Meinung über die Rolle der vorherrschenden katholischen Kirche. Das Bild des Priesters wandelt sich in diesen Jahren vollständig. An die Stelle einer höchst angesehenen, oft bevorzugten Person bis in die 1980er Jahre tritt eine Figur, die kritisch beäugt, verspottet und deren Umgang mit Kindern eng kontrolliert wird. Der katholische Geistliche in Irland mutiert für viele Landsleute zu einem schlimmen Außenseiter, einer dunklen Gestalt. Das ist für Ordran, der seinen Beruf liebt, schwer auszuhalten. Aber er kommt angesichts der gesellschaftlichen Umwälzungen und seiner Vereinsamung im Alter nicht umhin, sich Rechenschaft abzulegen über seinen Weg durch die Jahrzehnte.
Der Katalysator für den Umschwung im Ansehen der Priester waren staatliche Berichte über weitverbreiteten sexuellen Missbrauch an Kindern und Jugendlichen, vor allem an Jungen, in katholischen Ortsgemeinden und Einrichtungen. Mehrere Priester wurden von der Justiz verurteilt und mussten ins Gefängnis. Höhere Ränge der Hierarchie, (Erz-)Bischöfe, Kardinäle, hatten diese Untaten jahrzehntelang verschleiert oder sogar gedeckt. Nach den Gerichtsurteilen und mehreren offiziellen Berichten verlor die Kirche binnen weniger Jahre rapide an Bedeutung.
Der Tatsachenroman schildert die Krise mit den Augen eines Priesters, der kein Täter ist. Er ist seit der Zeit des Priesterseminars, in das man mit 17 Jahren eintritt, mit Tom befreundet, einem der später verurteilten Intensivtäter; er nannte ihn „seinen besten Freund“. Der Roman wirkt auf den Leser wie eine Autobiographie, die Ich-Form unterstreicht das. Ordrans Erzählung thematisiert sein jahrzehntelang verdrängtes Wissenkönnen in Bezug auf Toms Verbrechen.

## Die Kirche
Boyne stellt die irische Kirche als korrupt, unbeweglich und äußerst machtbewusst dar. Obwohl ihr die Verbrechen, vor allem an Messdienern, seit Jahrzehnten gut bekannt sind, reagiert sie lediglich mit ständigen Versetzungen der Täter in andere Gemeinden, wo sie ihr Tun fortsetzten. Klagende Eltern werden eingeschüchtert und mit dem sozialen Ausschluss bedroht. Als die Verbrechen seit 1990 öffentlich so weit bekannt werden, dass sich eine Gegenbewegung bildet, strebt die Hierarchie danach, die Medien einzuschüchtern. Sie will vor allem verhindern, dass staatliche und damit juristische Maßnahmen gegen die Schuldigen greifen.
Das negative Bild der Hierarchie mildert Boyne kaum ab. Während Ordrans Studienjahr in Rom deutet der (ganz kurz amtierende) Papst Johannes Paul I. ihm gegenüber an, dass es große Probleme mit der irischen Kirche gibt; später vermutet Ordran, dass sich das auf die Sexualverbrechen bezogen hat.
Die Hierarchie ist bei Boyne zu einer Katharsis außerstande. Allzu sehr liebt sie ihre bis dahin so bequeme Herrschaft über die Iren und den irischen Staat. Als die Prozesse immer zahlreicher werden und infolgedessen der Staat Maßnahmen ergreift (Murphy-Bericht und die weiteren Reports davor und danach), bröckelt ihre Macht umso schneller. Doch Boyne sieht kein wirkliches Schuldbekenntnis der Kirche, in seinen Augen sind die Kleriker dazu noch nicht bereit.
In Irland werden 9 von 10 Schulen von der katholischen Kirche betrieben, oft in Internatsform. Auch in diesen Schulen gab es viele Missbrauchsfälle. Vor allem herrschten dort schwerste erzieherische Missstände. Alles war darauf ausgerichtet, den Willen der Kinder und Jugendlichen zu brechen, ihnen jede Selbstbestimmung zu nehmen. Ordrans eigene Seminarzeit war genauso geprägt. Möglicherweise hat dieses Brechen seines Eigenwillens dazu geführt, dass er dem Leser so naiv, ängstlich, passiv, ignorant und unentschieden, ja sogar feige erscheint. Ordran steckt durchgehend den Kopf in den Sand, es fehlt ihm an Empathie, auch in anderen Dingen, wie die Eingangsszene zeigt, in der es um eine schwere Erkrankung seiner Schwester geht. Selten zeigt er Vitalität, er ist eine tragische Figur.
Die Protagonisten sind einsam, keiner der beiden schafft es, selbst in der Enge der Seminarzelle, dem anderen wirklich nahe zu kommen. Von den geistlichen Vorgesetzten, z. B. im Heim, erwarten sie kein seelsorgerisches Verhalten, sie sprechen sie nicht einmal an, die sind nur Zuchtmeister, oft gewalttätige.

## Die Opfer
Die Verbrechensopfer sind meist Jungen zwischen 8 und 16 Jahren. Ein Fall, an dem Ordran unwissentlich beteiligt ist, endet mit dem Selbstmord des Jungen. Eine weitere Untat, in seiner eigenen Familie, führt dazu, dass ein fröhlicher, unbeschwerter Junge nach dem Verbrechen nur noch wütend und gewalttätig auf seine Umwelt reagiert. Boyne stellt uns mehrere solche Opfer vor, ohne die Taten zu beschreiben; er widmet das ganze Buch den Opfern. Ein Dubliner greift Ordran, als Priester durch seinen Habit erkennbar, während des Prozesses in einem Café körperlich und verbal heftig an. Später zeigt sich, dass der Mann früher ein Missbrauchsopfer war.
Ordrans Neffe Aidan war ebenfalls ein Opfer Toms. Als Reaktion hat Aidan mit dem ganzen Land Irland innerlich abgeschlossen, er hasst es und ist ausgewandert.

## Ordran, der gute Priester
Der Akzent des Buches liegt auf dem Erleben und Empfinden der beiden heranwachsenden bzw. dann erwachsenen Geistlichen, seien sie ein bewusster Täter wie Tom oder ein, zunächst unbewusster, Mitwisser wie Ordran.
Als Ordran die Ausbildung zum Priester beginnt, ist er glücklich; der mit dem Amt verbundene Zölibat macht ihm nichts aus, auch im Seminar ist das kaum jemals ein Thema. Ordran spricht häufig unterkühlt, er zeigt fast nie eine gefühlsbetonte Nähe. In der Jugend nimmt er das Leben leicht, sowohl die dramatische Familiengeschichte als auch einen missbrauchenden Übergriff des alten Gemeindepfarrers übersteht er scheinbar unbeschadet. Letzterer stirbt kurz darauf durch einen Unfall:

„Er überquerte die Dawson Street in Richtung St. Stevens Park, ohne nach rechts und links zu schauen, und wurde von einem Bus der Linie 11 nach Drumcondra überfahren. Zu seiner Beerdigung kamen die Leute in Scharen.“

Als Ordran älter wird, verdrängt er den alltäglichen Ärger und ist zufrieden mit seinem ruhigen Leben. Dazu gehört vor allem eine „Ordnung“, z. B. die der Bücher in der Schulbibliothek, die er leitet. Was nicht zur Ordnung passt, verdrängt Ordran. Als seine innere Ordnung durch die zwangsweise Versetzung in eine Gemeinde, nach 20 Jahren Leben dort, erschüttert wird, kann er seine Unruhe nur durch noch stärkere Verdrängung ertragen.
Boynes’ Roman schildert die Erinnerung des altgewordenen Ordran an sein Leben; was Ordran nicht schafft, ist eine Erklärung für seine enorme Verdrängungsleistung, die er jahrzehntelang erbracht hat. Gibt es eine indirekte Mitschuld Ordrans? Hätte er etwas ahnen, vermuten müssen, auch wenn er Tom nach ihrer Seminarzeit nur sporadisch trifft? Es gibt in den vielen Jahren etliche, teils recht deutliche Anzeichen für Toms Verbrechen. Zum Schluss des Buchs erkennt Ordran seine Mitschuld an: Schuld durch Schweigen. Er zieht die Konsequenz daraus und gibt, trotz seines vorgerückten Alters, den Priesterberuf auf.
Boyne thematisiert in einer Episode auch die Homosexualität, indem er Ordran ein seelsorgerliches Gespräch mit einer Mutter und ihrem Sohn führen lässt. Er versucht die Mutter zu überzeugen, dass sie die Lebensweise ihres Sohnes akzeptiert, und sagt dabei über sich selbst:

„Für mich war er immer noch ein Junge. Die Tatsache, dass er einen anderen Menschen begehrte oder von einem anderen Menschen begehrt wurde, verletzte mich, da mir solche Gefühle völlig fremd waren.“

## Die Problematik
Der Roman hat eine gesellschaftliche Problematik in der Republik Irland mit religiösem Hintergrund zum Thema. Boyne sieht die Ursachen für einen weitverbreiteten Kindesmissbrauch durch kirchliche Funktionäre einerseits auf der gesellschaftlichen Ebene angesiedelt, nämlich einer bis dahin fast unkontrollierten Macht des Klerus. Er sieht, davon abhängig, familiäre Probleme: Ordran wird aufgrund einer Vision seiner jung verwitweten Mutter mit 17 Jahren Priesteranwärter; der gleichaltrige Tom wird als letztes von 8 Kindern in der Familie von seinem Vater mit Gewalt in diese Ausbildung geprügelt; der Priesterstand versprach damals einen gehörigen sozialen Aufstieg für ärmere Kinder.
Als ein ideologisches Motiv deutet Boyne wiederholt Misogynie und Körperfeindlichkeit bei katholischen Amtsträgern an. Sie ist der Kern einer religiösen Fehlentwicklung:

„Sie haben mir eingetrichtert, dass alles, was mich zum Menschen macht, schmutzig ist. Dass ich mich dafür schämen muss.“

Den religiösen Glauben seiner irischen Figuren stellt Boyne so dar, als sei er zu einer reinen Äußerlichkeit, zu Riten verkommen. Daher sind weder die repressive katholische Sexualmoral, noch belastende Kindheitserlebnisse allein eine Erklärung dafür, warum Priester zu Pädokriminellen wurden.

„Nichts, was du erlebt hast, rechtfertigt deine Taten.“

## Die Romanform
Das Thema des sexuellen Missbrauchs in der katholischen Kirche wird meist in Sachbüchern oder in Filmen (siehe Beispiele) dargestellt. Rezensenten stellten die Frage, warum Boyne ein so schwieriges Thema als Roman darstellt. Romanhafte Elemente sind satirische Szenen im Vatikan; Ordrans erfolglose Verliebtheit in eine Kellnerin; die altersbedingte Entwicklung der Hauptfiguren in der Art eines Entwicklungsromans; Familiengeschichten, die mit einigen dramatisierenden Elementen wie Ehekrächen, Mord, Selbstmord, schweren Erkrankungen oder Auswanderung ausgeschmückt sind; selbstgerechtes Getratsche unter Nachbarinnen; ein Wettbewerb unter Bahnpassagieren, wer dem jungen Priester Ordran seinen Platz überlassen oder ihn mit Speisen versorgen kann. Boyne erzählt in der Ich-Form. Die Kapitel entsprechen jeweils einem Jahr, sie sind jedoch nicht chronologisch angeordnet; auch innerhalb eines Kapitels blickt der Erzähler immer wieder auf frühere Jahre zurück (Flashback) und erzeugt so Spannung.
Der Ort, an dem Ordran 27 Jahre lang als Lehrer und Bibliothekar arbeitete, ist autobiografisch konnotiert, denn Boyne selbst besuchte als Schüler das Terenure College. Auch seine Bilder von geilen Priestern beruhen teilweise auf eigenen Erlebnissen, wie Boyne der Irish Times mitteilte. Er schreibt hier über persönliche Hintergründe der Romanhandlung. Seine psychische Belastung dadurch bedingte, dass er erst nach vielen anderen Romanen und Erzählungen imstande war, das erste Buch zu schreiben, das in seiner Heimat Irland spielt.
Die Sprache Boynes wird stellenweise als melodramatisch, fast biblisch bezeichnet, ein Ton, der auch schon in seinen Jugendromanen mit ernstem Hintergrund anzutreffen war.
Boyne selbst sagte, seine Zielgruppe seien sowohl Menschen, die Priester extrem verteidigen, als auch solche, die sie extrem herabsetzen. Auch der missbrauchende Priester habe eine tragische Geschichte hinter sich; viele ohne ihnen hätten nie eine Chance im Leben bekommen. Und auch die guten Priester wurden in den Strudel der Negation hinabgerissen.

## Rezensionen
- Joyce Carol Oates: „Das Buch ist sehr schön und sprachmächtig geschrieben, es gibt einen zornigen Unterton darin. Der Titel des Buches trifft es genau. Das Porträt eines solchen Menschen, von denen wir dachten, wir kennen ihn. Aber in Wirklichkeit haben wir keinen Schimmer von seinen Untiefen.“

- Phil Baker: „Das Buch ist packend, quälend, aufs Äußerste bewegend. Das ist ein schmerzhaftes Leseerlebnis, man kann nicht damit aufhören. Hier werden sowohl der Priesterstand, als auch die umfassendere Kulturkrise Irlands am lebenden, dreidimensionalen Objekt seziert.“[5]

- John Irving: „Die bedrängende Erzählung ist komplex aufgebaut und fugenlos strukturiert. Der Weg ins Priesteramt, dem Odran Yates folgt, ist sowohl nachvollziehbar als auch mit Empathie gezeichnet. Father Yates ist ein ‚Guter‘; als falsche Anschuldigungen gegen ihn erhoben werden, zeigt er sich unschuldig. Father Yates fühlt sich für die Sünden anderer verantwortlich. Es gibt keinen anderen zeitgenössischen Autor, der die Frage der Schuld mit solch einem Tiefgang und einer derartigen Traurigkeit abhandelt, wie Boyne. Als Father Yates sich selbst schuldig spricht für alles, was zu tun er unterlassen hat, steht nicht weniger vor Gericht als die Doppelzüngigkeit der katholischen Kirche und ihre Vertuschungsmanöver. Wir haben hier Boynes wichtigsten Roman. Er ist von grundsätzlicher Bedeutung für die Geschichte Irlands. Als Roman bewegt er uns, kein Leser kann damit aufhören, bis er zu dem verstörenden Ende des Buchs gelangt.“

Weitere Rezensionen erschienen unter anderem in folgenden Medien:
Sunday Express,
The Guardian,
Catholic Herald,
The Irish Times,
Huffington Post,
Star Tribune,
Toronto Star,
USA Today,
Washington Independent,
Commonweal Magazine,
Zeitzeichen.

## Quelle
- John Boyne: Die Geschichte der Einsamkeit. Roman. Übers. Sonja Finck. Piper, München 2015, ISBN 3-492-06014-5.

## Notizen
1. ↑  Die englische Fassung erschien je nach Kontinent (Europa, Nordamerika, Australien/Neuseeland) in verschiedenen Verlagen.
2. ↑  Brasilianisches Portugiesisch, Russisch, Spanisch, Italienisch.
3. ↑  John Boyne: ‘The Catholic priesthood blighted my youth and the youth of people like me’ irishtimes.com, 7. November 2014. In deutscher Übersetzung zu finden auf der Blog-Seite zu John Boyne bei piper.de, siehe Abschnitt „Die Geschichte der Einsamkeit“.
4. ↑  ‘History Of Loneliness’ Explores The Complexity Of Priest Sex Abuse Gespräch mit John Boyne auf npr.org, 1. Februar 2015.
5. ↑  The Sunday Times, London.
6. ↑  Jenny Barlow: Sin, silence and scandal Sunday Express, 13. September 2014.
7. ↑  Helen Dunmore: A History of Loneliness by John Boyne review – a denunciation of the Catholic church The Guardian, 3. Oktober 2014.
8. ↑  Francis Phillips: An angry polemic against the Church disguised as fiction Catholic Herald, 28. Oktober 2014.
9. ↑  New novel brings John Boyne closer to home: A History of Loneliness The Irish Times, 31. Oktober 2014.
10. ↑  Maddie Crum: The book we're talking about: ‘A History Of Loneliness‘ Huffington Post, 28. Januar 2015.
11. ↑  Jim Carmin: Rezension Star Tribune, 7. Februar 2015. Zitat: A gorgeous and painful novel about an Irish priest caught in the middle of the 1980s abuse scandal that devastated the Catholic Church.
12. ↑  Elizabeth Warkentin: Review Toronto Star, 21. Februar 2015.
13. ↑  Kevin Nance: Novel tackles Catholic sex-abuse scandal USA Today, 27. Februar 2015. Nance geht auf das Gespräch Ordrans mit einem homosexuellen Jungen und seiner verunsicherten Mutter ein, in dem er versucht, der Mutter eine neuzeitliche Auffassung beizubringen.
14. ↑  Jennifer Bort Yacovissi: Rezension Washington Independent, 27. Februar 2015.
15. ↑  Timothy P. Schilling: Priests as pariahs Commonweal Magazine, 2. Dezember 2015.
16. ↑  Tief erschüttert. Roman über den Wandel Irlands  Zeitzeichen, Januar 2016.